# Museu Carnegie d'Història Natural
El Museu Carnegie d'Història Natural (Carnegie Museum of Natural History) és un museu d'història natural situat a Pittsburgh, Pennsilvània, gestionat pel Carnegie Institute amb exposicions de biologia.
També té una funció d'investigació que ha dut a troballes com Diplodocus carnegii o Fruitafossor windscheffeli, el 1899, com "Samson", el primer exemplar crani de tiranosaure i el més complet que es coneix. Així mateix, els seus científics van descobrir un dels pocs fòssils del món d'un Apatosaure juvenil i una espècie d'oviraptorosaure recentment identificada anomenada Anzu wyliei.
Altres seccions del museu són:
- la Hillman Hall of Minerals and Gems
- l'Alcoa Foundation Hall of American Indians
- Polar World: Wyckoff Hall of Arctic Life
- la Walton Hall of Ancient Egypt
- la Benedum Hall of Geology
- la Powdermill Nature Reserve, establerta el 1956 per servir com a base de camp per estudis a llarg termini de les poblacions naturals.